# The White Man’s Burden

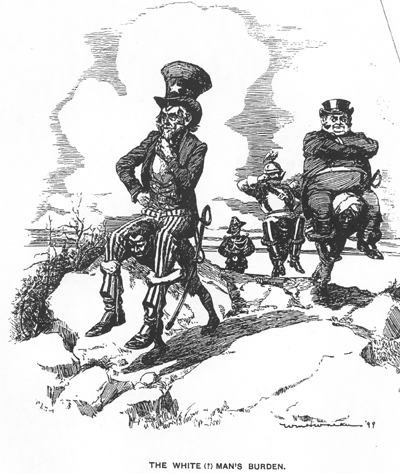
Satirische Darstellung des kanadischen Karikaturisten William H. Walker, Zeitschrift Life, 16. März 1899

The White Man’s Burden (engl. „Die Bürde des Weißen Mannes“) ist ein Gedicht von Rudyard Kipling. Er verfasste es unter dem Eindruck der US-amerikanischen Eroberung der Philippinen und anderer ehemaliger spanischer Kolonien. Das Gedicht gilt als eines der wesentlichen Zeugnisse des Imperialismus; sein Titel wurde sprichwörtlich.
Das Gedicht erschien erstmals 1899 in dem Magazin McClure’s und trug bei der Erstveröffentlichung den Untertitel The United States and the Philippine Islands. Kipling hatte es ursprünglich für seinen Beitrag zum 60. Thronjubiläum von Königin Victoria vorgesehen. Er verwendete dafür das Gedicht Recessional, das pessimistischer und warnender als The White Man’s Burden den Blick auf die Selbstgefälligkeit und Selbstherrlichkeit des Britischen Empires lenkte.

## Inhalt
Das siebenstrophige Gedicht fordert im Eingangsvers die Leser jeweils auf, die „Bürde des weißen Mannes“ zu übernehmen. Es ist vor dem Hintergrund des Spanisch-Amerikanischen Krieges entstanden. Dabei eroberten die USA Kuba, Puerto Rico, Guam und die Philippinen und lösten damit die vorige Kolonialmacht Spanien ab. Kipling war während seines USA-Aufenthalts mit dem US-Präsidenten Theodore Roosevelt persönlich bekannt geworden. Kiplings Botschaft gilt den einer imperialen Ausdehnung zögerlich gegenüberstehenden Amerikanern.
Kipling nennt eingangs die indigene Bevölkerung der Kolonien „frischgefangene Halbwilde und halb Kind“, fordert diejenigen, die die „Bürde des weißen Mannes“ übernehmen sollen, explizit auf, ihre (eigenen) Söhne zu verbannen und sie in schwerer Rüstung den Bedürfnissen ihrer Gefangenen aufwarten zu lassen. Hinzu kommen Anspielungen an den biblischen Auszug aus Ägypten, bei dem die ausgezogenen Israeliten selbst im Gegensatz zu ihren Nachfahren das gelobte Land nicht sehen dürfen und die aus der Gefangenschaft Befreiten sich nach dem ägyptischen Dunkel zurücksehnten. „Die Häfen, in die ihr nicht fahren dürft, die Straßen, die ihr nicht betreten werdet, geht, macht sie mit euren Lebenden und markiert sie mit euren Toten!“ Diese Zeilen erinnern genauso an die unmittelbar zurückliegende Katastrophe des ersten Bauversuchs des Panamakanals mit über 20.000 (vor allem europäischstämmigen) Toten.

## Rezeption
Das Werk wurde von einigen Zeitgenossen Kiplings wie Henry James sehr kritisch beurteilt. Dabei wurde auch eine Gleichsetzung des amerikanischen manifest destiny mit dem klassischen Kolonialismus abgelehnt, wie das unterstellte Bemühen, Kolonialisierung zum humanitären Akt umzudeuten. Eine Parodie wurde unter dem Titel The Brown Man’s Burden von Henry du Pré Labouchère in der satirischen Wochenschrift Truth sowie in Literary Digest (Februar 1899) veröffentlicht.
Die Interpretation der Kritiker ist jedoch nicht unumstritten. Kiplings (“East is East and West is West, and never the twain shall meet.”) deutet das Verhältnis von Orient und Okzident und damit auch von der „Bürde des weißen Mannes“ etwas differenzierter. Osten und Westen stellen dabei so etwas wie „zwei Seiten einer Münze“ dar, die vom jeweils anderen in ihrer Komplexität nicht vollständig wahrgenommen werden können. „East“ und „West“ stehen auf jeweils einem anderen kulturellen Fundament und zeichnen sich eben durch ihre Unähnlichkeit aus, bedingen sich aber trotzdem gegenseitig. Die Bürde des weißen Mannes, „Licht“ in den dunklen Orient zu bringen, kann auch eine fehlgeleitete Selbstverpflichtung darstellen und muss nicht unbedingt eine weltliche Mission zum Gegenstand haben.
Nach Stanley Wolpert sollen moderne, dynamische Staaten wie die USA die stagnierenden europäischen Kolonialmächte wie Spanien zurückdrängen. Die Mühe lohne sich, Ziel sei die Anerkennung durch Gleichgestellte (Peer) und eine Form der Weiterentwicklung, die Herrscher wie Beherrschte einschließt.
Steve Sailer nannte in einem Vergleich von Kiplings Der Mann, der König sein wollte und dem Krieg in Afghanistan Kiplings Aussage einer imperialen Verpflichtung als durchaus aktuell. Er nahm dabei ein Bonmot John Derbyshires auf, wonach Kipling „ein Imperialist sei, der vollkommen ohne jede Illusionen war, was es bedeutet ein Imperialist zu sein. Was in mancher Hinsicht zeigt, dass er nicht wirklich ein Imperialist war.“
Andere betrachten das Gedicht als eine weinerliche Rechtfertigung vermessener, von Überheblichkeit geprägter Ungerechtigkeiten.
- H. T. Johnson schrieb im April 1899 das Gedicht The Black Man’s Burden.[10]
- E. D. Morel, ein britischer Journalist im Belgisch Kongo, schrieb über die Grausamkeiten der Kolonialherrschaft 1903. Er nannte seinen Artikel The Black Man’s Burden.[11]
- In dem Spielfilm Shining von Stanley Kubrick, der von einigen Kritikern als eine Anklage des amerikanischen Genozids an den Indianern angesehen wird, erwähnt der Protagonist zusammenhanglos das Zitat White man’s burden.[12]
- 1995 wurde der Film White Man’s Burden (Straße der Rache) gedreht, der sich beim Titel des Gedichts bedient hat.